# Mimela bifoveolata
Mimela bifoveolata är en skalbaggsart som beskrevs av Lin 1966. Mimela bifoveolata ingår i släktet Mimela och familjen Rutelidae. Inga underarter finns listade i Catalogue of Life.